# Recai Aytas
Recai Aytas (türkisch Recai Aytaş, * 9. November 1964 in Doğubeyazıt (Türkei)) ist ein deutscher Politiker (SPD) und seit Juni 2023 Mitglied der Bremischen Bürgerschaft.

## Biografie

### Ausbildung, Beruf und Familie
Aytas ist kurdischer Abstammung. Er studierte Maschinenbau in der Türkei. Er lebt seit 1989 in Deutschland und seit 1990 in Bremen. Hier studierte er Sozialwesen an der Hochschule Bremen. Er ist seit 1992 als Sozialarbeiter tätig.
Er ist mit Ruken Aytaş verheiratet, hat zwei Kinder und lebt im Ortsteil Hastedt des Bremer Stadtteils Hemelingen.

### Politik
Aytas ist seit 2005 Mitglied der SPD Bremen und ist im SPD-Ortsverein Hastedt aktiv, aktuell als stellvertretender Vorsitzender. Er war von 2015 bis 2022 Mitglied der Härtefallkommission und des Beirats für den Abschiebegewahrsam und von 2019 bis 2023 Mitglied der Deputation für Soziales, Jugend und Integration.
Bei der Bürgerschaftswahl 2023 kandidierte er auf Listenplatz 21 seiner Partei. Er erhielt 1593 Personenstimmen und wurde damit zum Mitglied der 21. Bremischen Bürgerschaft gewählt.

Hier ist er zudem Mitglied in der Härtefallkommission und im Beirat für den Abschiebegewahrsam.
Er ist Sprecher für die Beiräte, Bürgerbeteiligung und Petitionen der SPD-Fraktion.

### Weitere Mitgliedschaften
- Seit 1995: Migrationsreferent im Kulturzentrum Lagerhaus in Bremen.
- 2004: Gründungs- und Vorstandsmitglied (bis 2022) des Bremer Rats für Integration
- Landesnetzwerk Migration
- Projektkoordinator der Einbürgerungslotsen der Einbürgerungskampagne
- Lions Club Bremen
- Amnesty International
- Verein Toleranz Jugend Verständigung (TJV)
- Gesellschaft für bedrohte Völker (GfbV)
- SV Werder Bremen
- Schulverein Schule an der Stader Straße[2]

### Ehrungen und Auszeichnungen
- 2023: Bundesverdienstkreuz am Bande[3]